# Archivo Histórico Provincial de Teruel
El Archivo Histórico Provincial de Teruel (AHPTE) alberga parte del patrimonio documental aragonés y tiene su sede en la ciudad de Teruel.

## Historia
El Archivo Histórico Provincial de Teruel se crea por Orden de 10 de marzo de 1958 (BOE de 25 de abril de 1958). Con anterioridad a esta Orden se tiene noticias de la formación de un Patronato Provincial para el Fomento de las Biblioteca, Archivos y Museos Arqueológicos, en cumplimiento del Decreto de 13 de octubre de 1938 (BOE de 26 de octubre de 1938), entre cuyas funciones estuvo la de propiciar la recogida de documentación para ser catalogada e inventariada.
Terminada la Guerra Civil D. Jaime Caruana y Gómez de Barreda, perteneciente al Cuerpo Facultativo de Archiveros Bibliotecarios y Arqueólogos, es nombrado archivero de la Delegación de Hacienda y Director de la Biblioteca Pública de Teruel. En 1941 se inicia la recogida de documentación en la Biblioteca Pública, a donde llegan los primeros pergaminos de interés para la historia de Teruel.
El Archivo Histórico Provincial de Teruel es de titularidad estatal y su gestión fue transferida a la Comunidad Autónoma de Aragón, mediante convenio firmado entre el Ministerio de Cultura y la Comunidad Autónoma, el 2 de junio de 1986.

## Edificio
El Archivo Histórico Provincial de Teruel tuvo su sede en el edificio de la Biblioteca Pública, en la calle de Los Amantes, n.º 25-27 hasta que, en 1953, se inaugura el Palacio de Archivos, Bibliotecas y Museos en la plaza Obispo Pérez Prado, destinándose la tercera planta a acoger los protocolos notariales centenarios de la capital, núcleo fundacional del Archivo.
Por el Decreto 914/1969, de 8 de mayo, de creación del Archivo General de la Administración Civil, los Archivos Históricos Provinciales comienzan a recibir la documentación producida por los distintos órganos de la Administración Periférica del Estado. Así, en los años setenta, el Archivo Histórico Provincial de Teruel recibe regularmente los documentos procedentes de las delegaciones provinciales surgiendo los primeros problemas de espacio.
Ante la imposibilidad de incorporar el fondo de la Organización Sindical el Ministerio de Cultura decide, en 1978, comprar un inmueble para paliar la situación en que se encuentra el Archivo Histórico Provincial de Teruel.
Diez años después, el 3 de junio de 1987, se inaugura, por fin, el nuevo Archivo en un edificio situado en la Ronda de Dámaso Torán, n.º 54, junto al Acueducto "Los Arcos" del siglo XVI. Construido por el arquitecto catalán Pablo Monguió Segura en 1911 está integrado en el conjunto de obras de estilo modernista que éste realiza en la ciudad de Teruel. El edificio está declarado Bien de Interés Cultural desde el 6 de junio de 1996.

## Fondos documentales
Sus fondos documentales abarcan desde 1176 a 2007 y son la base para la investigación de distintos aspectos de la historia de Teruel y su provincia.
- Fondos relacionados con la educación y la cultura
  - Biblioteca Pública de Teruel (1938-1971).
  - Instituto de Bachillerato Ibañez Martín / Vega del Turia (1845-1936). Contiene los expedientes académicos de alumnos, aportan datos personales de los alumnos y sus familias, muy adecuados para apreciar el nivel social y educativo de finales del siglo XIX y principios del XX.
  - Servicio Provincial de Educación de Teruel (1977-2001).

- La historia antigua y reciente puede estudiarse a través de los fondos de distintas instituciones. Entre ellos:
  - Fondos Judiciales (1842-1989). Contienen una documentación de gran valor en el campo civil y procesal. Se pueden utilizar como fuente para la historia de las mentalidades, evolución y tipología de delitos, conocimiento del mundo rural, etc.
  - Fondos de la Sección Administración Local que incluye las series documentales de la Comunidad de Aldeas de Teruel (1303-1890); Ayuntamiento de Cascante del Río (1198-1957); Ayuntamiento de Fuentespalda (1342-1987); Ayuntamiento de Santa Eulalia del Campo (1826-1978); Concejo y Ayuntamiento de Teruel (1176-1914).
  - Juzgado Instructor de Responsabilidades Políticas de Teruel (1939-1972), con expedientes tramitados por diferentes juzgados.
  - Patronato de Nuestra Señora de la Merced (1942-1991).
  - Prisión Provincial (1935-1989).
  - Delegación de Regiones Devastadas de Teruel (1931-1979)
  - Movimiento Nacional, que comprende los fondos de la Delegación Provincial de la Juventud (1945-1977), Delegación Provincial de la Sección Femenina (1938-1978), Delegación Provincial de la Familia (1956-1978).
  - Organización Sindical (1939-1977). Su estructura y organización son una imagen de la estructura y organización de la sociedad española y turolense durante 40 años de dictadura.
  - Gobierno Civil (1937-2003). Constituye una fuente de primer orden para el estudio de la Historia Contemporánea, para investigaciones centradas en la etapa de guerra civil y postguerra, para el estudio del fenómeno de la represión, revueltas sociales, depuraciones, etc.
  - Radio Teruel (1950-1985).

- Fondos para el estudio de la vida diaria en Teruel y su provincia 
  - Protocolos notariales de la provincia de Teruel (1420-1912).[4] Son una fuente documental de primer orden para conocer la historia en sus diferentes aspectos: economía, sociedad, cultura etc. sirve para todos los temas históricos, pues es la historia de lo cotidiano reflejada en las escrituras de poder, testamentos, ventas, etc. También contiene escrituras sueltas fechadas entre 1404 y 1914. Este fondo procede de los partidos judiciales de Albarracín, Aliaga, Castellote, Montalbán, Mora de Rubielos y Teruel, y de dos localidades de la provincia de Zaragoza (Daroca y Muel).

También existen protocolos notariales de la provincia de Teruel en otros archivos aragoneses: Archivos Generales de Protocolos de Distrito de Alcañiz y Calamocha; Archivo Capitular de Teruel; Archivo Histórico Diocesano de Teruel; Archivo Histórico de Protocolos de Zaragoza; Archivo Histórico Provincial de Zaragoza; Archivos municipales de distintos pueblos de la provincia.
- Las desamortizaciones en Teruel. Los procesos de desamortización llevados a cabo en el siglo XIX en Teruel y su provincia pueden estudiarse principalmente a través de los fondos de la Delegación Provincial de Hacienda sin descartar la sección de Contadurías de Hipotecas.
  - La documentación de la Delegación Provincial de Hacienda (1838-1984), ofrece la posibilidad de reconocer la propiedad de las fincas rústica y urbanas, sus límites y linderos basándose en los catastros, en las contribuciones territoriales y en la evolución de los impuestos.
  - La sección de Contadurías de Hipotecas (1768-1862) presenta muchas posibilidades para la investigación de las estructuras agrarias, evolución de la propiedad, identificación de parajes, etc.

- Archivos de personalidades y familias ilustres de Teruel
  - Domingo Gascón y Guimbao (1902-1908). Escritor y periodista nacido en Albarracín y cronista oficial de la ciudad de Teruel, académico de la Real Academia Española y, más tarde, de la Real Academia de la Historia.
  - Dolz Espejo (1737-1923). Familia infanzona aragonesa afincada en Teruel, Albarracín, Allepuz, Cedrillas y Montalbán desde finales del siglo XIII.
  - Sánchez Muñoz (1356-1879). Familia del linaje los Muñoz, más adelante barones de Escriche, que tuvo gran protagonismo en la vida turolense medieval. A esta familia perteneció Gil Sánchez Muñoz, papa Clemente VIII en el cisma de Aviñón, sucesor de Benedicto XIII (más conocido como Papa Luna).

- Archivos de empresas
  - Compañía Minera de Sierra Menera (1900-1986). El fondo de esta empresa permite conocer el auge y decadencia de la industria metalúrgica española durante el siglo XX, no solo por su trayectoria sino por lo que respecta a la de otras sociedades con las que se relacionó como la Compañía de Crédito Especial S.A. (1913-1945), la Compañía Siderúrgica del Mediterráneo (Altos Hornos de Sagunto) o el Ferrocarril minero Ojos Negros-Puerto Sagunto.

- Colecciones
  - El AHPTE conserva una rica colección de pergaminos, sellos medievales (concejiles, reales y papales), mapas, planos, dibujos y fotografías procedentes de instituciones públicas (Sección Femenina, Regiones Devastadas y Organización Sindical).

## Acceso
Los documentos depositados en el Archivo Histórico Provincial de Teruel forman parte del Patrimonio Documental Español y Aragonés por ello son de libre consulta (Ley de Patrimonio Histórico Español (LPHE), artículo 49.2). No obstante, pueden existir limitaciones por razones de conservación (LPHE, art. 62) o en caso de contener datos personales que puedan afectar a la seguridad de las personas, a su honor, a la intimidad de su vida privada y familiar y a su propia imagen (Ley Orgánica 15/1999, de 13 de diciembre, de Protección de Datos de Carácter Personal).